# 로마미붉은콜로부스
로마미붉은콜로부스(Piliocolobus parmentieri)는 붉은콜로부스 원숭이의 일종이다. 콩고민주공화국의 북동부 지역의 아주 좁은 지역에 분포한다. 로마미 강과 루알라바 강 사이의 키상가니 남서부 지역 그리고 남쪽의 루탕가와 루이키 지역에서 발견된다.